# Jacques Besse (directeur de la photographie)
Pour les articles homonymes, voir Jacques Besse et Besse.
Jacques Besse est un directeur de la photographie français.

## Filmographie partielle
- 1990 : Joséphine en tournée (tv) de Jacques Rozier
- 1991 : La plage des enfants perdus de Jillali Ferhati
- 1993 : Les arpenteurs de Montmartre de Boris Eustache
- 1993 : Jacques Ellul, l'homme entier de Serge Steyer
- 1996 : La Petite Vendeuse de soleil de Djibril Diop Mambèty
- 1996 : La quatrième génération de François Caillat
- 1997 : Pièces d'identités de Mwezé Ngangura
- 1998 : La Vie sur terre de  Abderrahmane Sissako
- 2000 : Trois soldats allemands de François Caillat
- 2002 : En attendant le bonheur de Abderrahmane Sissako
- 2003 : Mana beyond belief de Peter Friedman et Roger Manley
- 2003 : L'affaire Valérie de François Caillat
- 2004 : Na cidade vazia de Maria João Ganga
- 2005 : Attente de Rachid Masharawi
- 2006 : Bamako de Abderrahmane Sissako
- 2006 : Bienvenue à Bataville de François Caillat
- 2007 : Un si beau voyage de Khaled Ghorbal
- 2008 : Pandora's box de Yesim Ustaoglu
- 2009 : Port of memory de Kamal Aljafari
- 2012 : Visages d'une absente de Frédéric Goldbronn
- 2018 : La voie des morts de François Caillat